# Rostocker Fischereihafen

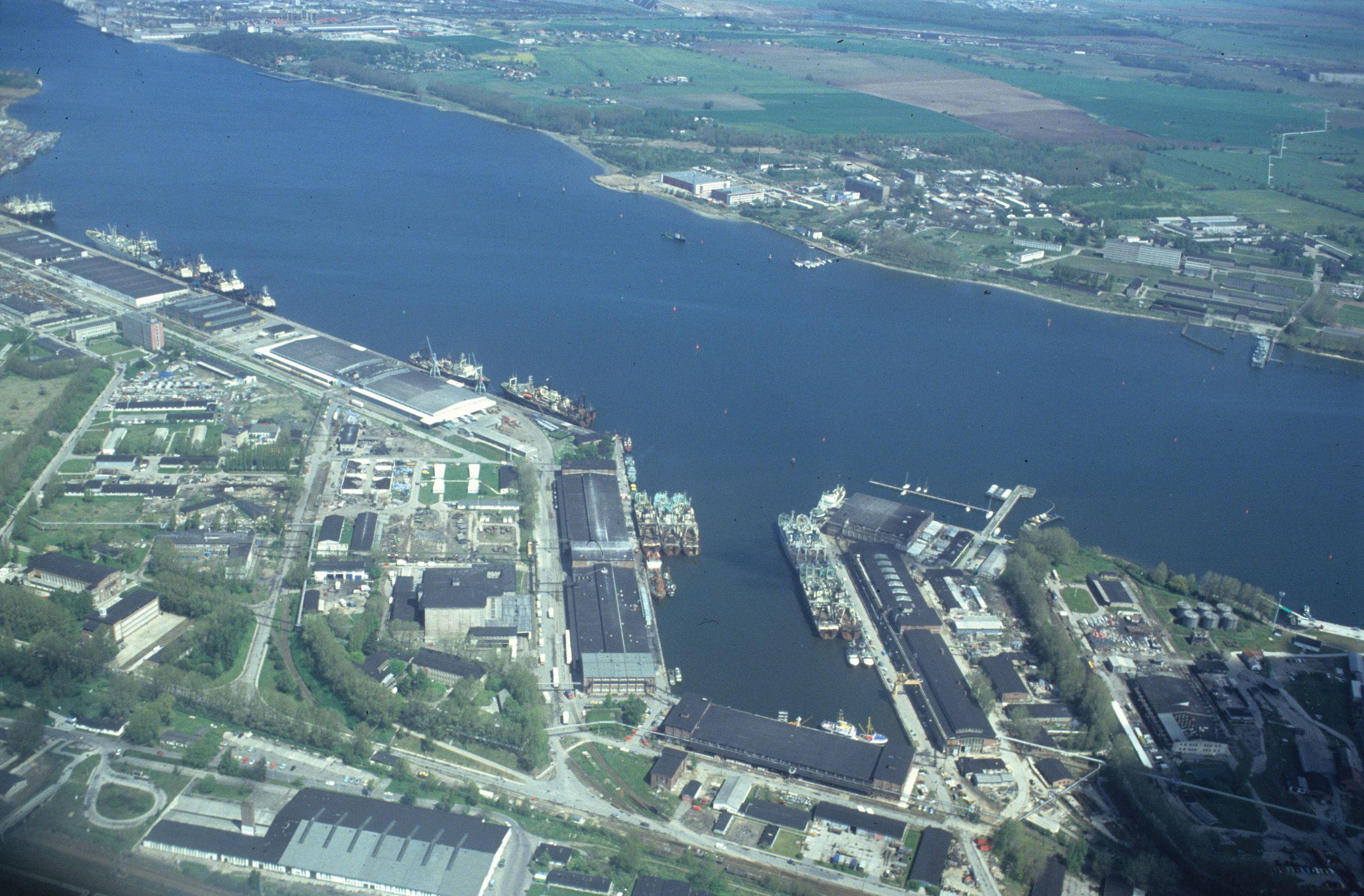
Luftbild des Rostocker Fischereihafens, 1991

Der Rostocker Fischereihafen ist ein deutscher Hafen an der Warnow in Rostock-Marienehe.
Der Hafen wurde als reiner Fischereihafen Mitte des 20. Jahrhunderts auf dem zuvor von den Ernst Heinkel Flugzeugwerken genutzten Gelände für das Fischkombinat Rostock gebaut. Die Kailängen betragen 1020 Meter (Warnowkai) und 1085 Meter (alter Fischereihafen).
Seit der Jahrtausendwende entwickelt sich der Hafen zu einem Universalhafen, an dem Schiffe bis 180 m Länge und 8 m Tiefgang anlegen können. Im Jahr 2020 hatte er einen Güterumschlag von 935.000 t, davon 363.400 t Düngemittel, 343.300 t Holz, 57.860 t sonstiges Massengut, 66.640 t Stückgut, 55.350 t Getreide und 49.000 t Baustoffe. 2024 wurden 850.000 Tonnen umgeschlagen. Zum Hafengelände gehört auch ein Gewerbepark, auf dem über 100 Unternehmen angesiedelt sind.

## Betreibergesellschaft
Die Rostocker Fischereihafen GmbH wurde als eine der Nachfolgegesellschaften des Fischkombinates Rostock im August 1990 gegründet. Das Unternehmen wurde 2002 in Rostocker Fracht- und Fischereihafen GmbH umbenannt. Seit 2003 ist die Rostocker Versorgungs- und Verkehrs-Holding größter Anteilseigner.
Der Umsatz des Unternehmens lag 2021 bei 10 Millionen Euro. Es sind ungefähr 60 Arbeitnehmer beschäftigt.

## Anbindung
Die Schiffe erreichen die Ostsee über die Unterwarnow. Die ca. 8 km langen Gleise der unternehmenseigenen Hafenbahn sind an den Bahnhof Rostock-Bramow an der Bahnstrecke Neustrelitz–Warnemünde angeschlossen. Westlich der Bahnstrecke verläuft die Bundesstraße 103.